# Lista de capítulos de Death Note
O mangá Death Note escrito por Tsugumi Ōba e ilustrado por Takeshi Obata, foi publicado pela editora Shueisha na revista Weekly Shonen Jump. O primeiro capítulo de Death Note foi publicado em dezembro de 2003 e a publicação encerrou em maio de 2006 no capítulo 108, contando com 12 volumes. Nesta página, os capítulos estão listados por volume, com seus respectivos títulos originais (volumes com seus títulos originais abaixo do traduzido e capítulos com seus títulos originais na coluna secundária).
No Brasil, é licenciado pela editora JBC e foi publicado entre junho de 2007 e agosto de 2008. Foi também, publicada a Black Edition, uma Edição de Luxo extraoficial, originalmente alemã, compilada em 6 edições lançadas entre junho e dezembro de 2013.[carece de fontes?] Em Portugal, é licenciado pela Editora Devir e foi publicado entre fevereiro de 2012 e março de 2015. 

## Volumes 1~6
| - 8. Mulher - 9. Buraco - 10. União - 11. Um - 12. Deus - 13. Contagem Regressiva - 14. Tentação - 15. Telefonema - 16. Ponta-cabeça | - 8. 女 (Onna) - 9. 穴 (Ana) - 10. 合流 (Gōryū) - 11. 一 (Hitotsu) - 12. 神 (Kami) - 13. 秒読 (Byōyomi) - 14. 誘惑 (Yūwaku) - 15. 電話 (Denwa) - 16. 逆立 (Sakadachi) |

| - 17. Lixo - 18. Olhar - 19. Humilhação - 20. Iniciativa - 21. Opostos - 22. Desgraça - 23. Corrida - 24. Escudo - 25. Idiota | - 17. 芥 (Gomi) - 18. 視線 (Shisen) - 19. 屈辱 (Kutsujoku) - 20. 先手 (Sente) - 21. 裏腹 (Urahara) - 22. 不幸 (Fukō) - 23. 激走 (Gekisō) - 24. 盾 (Tate) - 25. 馬鹿 (Baka) |

| - 26. Queda - 27. Amor - 28. Julgamento - 29. Arma - 30. Bomba - 31. Fácil - 32. Aposta - 33. Transferir - 34. Investimento | - 26. 転倒 (Tentō) - 27. 愛 (Ai) - 28. 判定 (Hantei) - 29. 武器 (Buki) - 30. 爆弾 (Bakudan) - 31. 簡単 (Kantan) - 32. 賭 (Kake) - 33. 移動 (Idō) - 34. 投身 (Tōshin) |

| - 35. Vazio - 36. Pai e Filho - 37. Octeto - 38. Golpe - 39. Separação - 40. Companheiro - 41. Matsuda - 42. Paraíso - 43. Preto | - 35. 白紙 (Hakushi) - 36. 親子 (Oyako) - 37. 八人 (Hachinin) - 38. 打撃 (Dageki) - 39. 離別 (Ribetsu) - 40. 仲間 (Nakama) - 41. 松田 (Matsuda) - 42. 天国 (Tengoku) - 43. 黒 (Kuro) |

| - 44. Sucessor - 45. Absurdo - 46. Inadequado - 47. Impertinência - 48. Troca - 49. Vaso de Planta - 50. Yotsuba - 51. Engano - 52. Fração de Segundo | - 44. 後継 (Atotsugi) - 45. 無茶 (Mucha) - 46. 不向 (Fumuki) - 47. 先走 (Sakibashiri) - 48. 交換 (Kōkan) - 49. 植木 (Ueki) - 50. 四葉 (Yotsuba) - 51. 誤認 (Gonin) - 52. 寸止 (Sundome) |

## Volumes 7~12
| - 53. Grito - 54. Dentro - 55. Criação - 56. Abraço - 57. Duas Opções - 58. Segredo - 59. Zero - 60. Sequestro - 61. Segundo | - 53. 悲鳴 (Himei) - 54. 中 (Naka) - 55. 創造 (Sōzō) - 56. 抱擁 (Hōyō) - 57. 二択 (Nitaku) - 58. 胸中 (Kyōchū) - 59. 零 (Zero) - 60. 誘拐 (Yūkai) - 61. 二番 (Niban) |

| - 62. Decisão - 63. Alvo - 64. Ângulo Reto - 65. Responsabilidade - 66. Morte - 67. Botão - 68. Descoberta - 69. Vôo - 70. Tremor | - 62. 決断 (Ketsudan) - 63. 的 (Mato) - 64. 直角 (Chokkaku) - 65. 責任 (Sekinin) - 66. 死亡 (Shibō) - 67. 釦 (Botan) - 68. 発見 (Hakken) - 69. 飛翔 (Hishō) - 70. 身震 (Miburui) |

| - 71. Contato - 72. Confirmação - 73. Encurralado - 74. Bela Atuação - 75. Reconhecimento - 76. Saudação - 77. Utilidade - 78. Previsão - 79. Mentiras | - 71. 接触 (Sesshoku) - 72. 確認 (Kakunin) - 73. 背水 (Haisui) - 74. 熱演 (Netsuen) - 75. 認知 (Ninchi) - 76. 挨拶 (Aisatsu) - 77. 利用 (Riyō) - 78. 予測 (Yosoku) - 79. 白々 (Shirajira) |

| - 80. Limpeza - 81. Aviso - 82. Eu - 83. Eliminação - 84. Coincidência - 85. Eleição - 86. Japão - 87. Amanhã - 88. Conversação | - 80. 掃除 (Sōji) - 81. 通告 (Tsūkoku) - 82. 自分 (Jibun) - 83. 削除 (Sakujo) - 84. 偶然 (Gūzen) - 85. 当選 (Tōsen) - 86. 日本 (Nihon) - 87. 明日 (Ashita) - 88. 会話 (Kaiwa) |

| - 89. Unanimidade - 90. Prenúncio - 91. Interrupção - 92. Noite - 93. Determinação - 94. Fora - 95. Convencido - 96. Entretanto - 97. Diverso - 98. Todos | - 89. 同心 (Dōshin) - 90. 予告 (Yokoku) - 91. 停止 (Teishi) - 92. 夜 (Yoru) - 93. 決定 (Kettei) - 94. 外 (Soto) - 95. 納得 (Nattoku) - 96. 一方 (Ippō) - 97. 色々 (Iroiro) - 98. 全員 (Zen'in) |

| - 99. Os Dois - 100. Encontro - 101. Indução - 102. Paciência - 103. Declaração - 104. Resposta - 105. Impossível - 106. Intenção Assassina - 107. Cortina - 108. Fim | - 99. 二人 (Futari) - 100. 対面 (Taimen) - 101. 誘導 (Yūdō) - 102. 我慢 (Gaman) - 103. 宣言 (Sengen) - 104. 答 (Kotae) - 105. 無理 (Muri) - 106. 殺意 (Satsui) - 107. 幕 (Maku) - 108. 完 (Kan) |

## Volume 13 (Especial)
| N.º | Título               | Data de lançamento original | Data de lançamento lançamento licenciado |
| --- | -------------------- | --- | --- |
| 13 | Como Ler How to Read | 13 de Outubro de 2006 ISBN [[Especial:Fontes_de_livros/4-08-874095-5+%5B%5BFicheiro%3AFlag+of+Japan.svg%7Cborder%7C22x20px%7Clink%3DJap%C3%A3o%7Calt%3DJap%C3%A3o%7CJap%C3%A3o%5D%5D \|4-08-874095-5 ]] Erro de parâmetro em {{ISBN}}: caractere inválido | Agosto de 2008 ISBN [[Especial:Fontes_de_livros/978-85-7787-089-9+%5B%5BFicheiro%3AFlag+of+Brazil.svg%7Cborder%7C22x20px%7Clink%3DBrasil%7Calt%3DBrasil%5D%5D \|978-85-7787-089-9 ]] Erro de parâmetro em {{ISBN}}: caractere inválido |
| Volume especial com informações variadas como dados relacionados à série e anedotas sobre a produção da mesma, perfil de todos os personagens principais, além de uma cópia do capítulo piloto no qual o mangá foi baseado, o volume também contém entrevistas exclusivas com os criadores da série, Tsugumi Ōba e Takeshi Obata. Tsugumi Ōba afirmou que a maioria dos títulos dos capítulos para Death Note foram selecionados durante o desenvolvimento das miniaturas. Ele acrescentou que, por vezes, ele criou várias opções e consultou o seu editor para a seleção final. Ele e seu editor, muitas vezes escolheram o nome final do capítulo seguinte, enquanto ele fazia as correções para o capítulo em que ele estava trabalhando. Ōba tinha escolhido os nomes dos capítulos 107 e 108 antes do estágio de miniatura desses capítulos. Após a seleção do título do capítulo 3, Ōba decidiu fazer com que cada capítulo consiste de uma palavra japonesa. Ōba disse que na época da seleção do título do capítulo 4, ele começou a "se divertir" com os nomes dos capítulos e começou a tentar evitar entregar informações do enredo através da seleção dos títulos. Ōba destina-se muitos dos seus títulos, como o título do capítulo 7, para conter muitos significados, dependendo de como se aborda o nome. Ōba diz que ele muitas vezes discutiu os títulos com seu editor quando ele não conseguia criar um título que gostava, mas que isso não significa necessariamente que eles iriam encontrar um título melhor. Ōba decidiu terminar a série em 108 capítulos no momento que ele decidiu como Death Note iria acabar, e ele manteve o limite de 108 capítulo em mente quando criou as miniaturas. Quando Kiyomi Takada foi reintroduzida na trama, Ōba já havia definido o enredo, os números de capítulos e a cena do armazém; portanto, ele encontrou dificuldade em ter o fim da série, em exatamente 108 capítulos. |                      | | |